# Noord metróállomás
A Noord az amszterdami metró legészakibb állomása, az 52-es metróvonalon, aminek egyik végállomása is. Az állomást és a vonalat 2018-ban nyitották meg, amivel az egyik legújabb a városban. Egyike a két állomásnak az egész metrórendszerben, ami az IJ folyó északi partján helyezkedik el.
Az építkezés közben az állomás neve Buikslotermeerplein volt.

## Átszállási kapcsolatok
| 52 (Noord ↔ Zuid) |                                                                                           |                                      |
| Állomás           | Átszállási kapcsolatok                                                                    | Fontosabb létesítmények              |
| Noord             | 34, 36, 37, 38, 245, 301, 304, 305, 306, 307, 308, 312, 314, 315, 316, 319, 392, N91, N92 | BovenIJ Kórház Krijtmolen d’Admiraal |